# Cụm tập đoàn quân Bắc Ukraina
Cụm tập đoàn quân Bắc Ukraina (tiếng Đức: Heeresgruppe Nordukraine) là biên chế cấp Cụm tập đoàn quân của Lục quân Đức Quốc xã trong Thế chiến thứ hai, tác chiến tại chiến trường Tây Ukraina trong hơn 5 tháng.

## Lịch sử
Cụm tập đoàn quân được thành lập ngày 5 tháng 4 năm 1944 bằng cách đổi tên Cụm tập đoàn quân Nam dưới quyền Thống chế (Generalfeldmarschall) Walter Model.  Vào tháng 4 năm 1944, nó bao gồm Tập đoàn quân thiết giáp số 1, Tập đoàn quân thiết giáp số 4 và Tập đoàn quân số 1 Hungary. Khi Hồng quân phát động Chiến dịch Bagration vào cuối tháng 6, Model được điều chuyển về là Tư lệnh Cụm tập đoàn quân Trung tâm. Đại tướng Josef Harpe đảm nhận vị trí quyền tư lệnh Cụm tập đoàn quân Bắc Ukraina. Mùa hè năm 1944, cụm tập đoàn quân phòng ngự trước đòn tấn công của Phương diện quân Ukraina 1 thuộc Hồng quân trong chiến dịch tấn công chiến lược Lvov-Sandomir (13 tháng 7 - 29 tháng 8 năm 1944). Tháng 8 năm 1944, biên chế cụm tập đoàn quân gồm có Tập đoàn quân thiết giáp số 4, Tập đoàn quân số 17 và Cụm quân Heinrici (Armeegruppe Heinrici), chịu trách nhiệm phòng thủ giữa dãy núi Karpat và đầm lầy Pripyet ở Galicia. Ngày 23 tháng 9 năm 1944, cụm tập đoàn quân được đổi tên thành Cụm tập đoàn quân A.

## Biên chế chủ lực
Thành phần của Cụm tập đoàn quân vào ngày 15 tháng 7 năm 1944 là: 
- Tập đoàn quân thiết giáp số 4
  - Quân đoàn thiết giáp XXXXVI
  - Quân đoàn XXXXII
  - Quân đoàn thiết giáp LVI
  - Quân đoàn VIII
- Tập đoàn quân thiết giáp số 1
  - Quân đoàn LIX
  - Quân đoàn thiết giáp XXIV
  - Quân đoàn thiết giáp XXXXVIII
  - Quân đoàn thiết giáp III
  - Sư đoàn xung kích thiết giáp số 20
  - Sư đoàn 14 SS Grenadier
- Tập đoàn quân Hungary số 1
  - Quân đoàn VI Hungary
  - Quân đoàn XI
  - Quân đoàn VII Hungary
  - Lữ đoàn sơn cước Hungary số 2
  - Sư đoàn dự bị Hungary số 19
  - Sư đoàn xe tăng Hungary số 2
  - Kampfgruppe, Sư đoàn xung kích thiết giáp SS số 19

## Chỉ huy

### Tư lệnh
| STT       | Ảnh | Họ tên       | Thời gian sống | Thời gian tại nhiệm                 | Cấp bậc tại nhiệm | Ghi chú                                                               |
| --------- | --- | ------------ | -------------- | ----------------------------------- | ----------------- | --------------------------------------------------------------------- |
| 1         |     | Walter Model | 1891-1945      | tháng 3 năm 1944 - tháng 8 năm 1944 | Thống chế (1944)  | Tự sát ngày 21 tháng 4 năm 1945                                       |
| tạm quyền |     | Josef Harpe  | 1887-1968      | tháng 8 năm 1944 - tháng 9 năm 1944 | Đại tướng (1944)  | Bị quân Mỹ bắt làm tù binh và được trả tự do ngày 14 tháng 4 năm 1948 |

### Tham mưu trưởng
| STT | Ảnh | Họ tên                     | Thời gian sống | Thời gian tại nhiệm                 | Cấp bậc tại nhiệm  | Ghi chú                                                                            |
| --- | --- | -------------------------- | -------------- | ----------------------------------- | ------------------ | ---------------------------------------------------------------------------------- |
| 1   |     | Theodor Busse              | 1897-1986      | tháng 4 năm 1944 - tháng 7 năm 1944 | Trung tướng (1943) | Thượng tướng Bộ binh (1944). Bị quân Mỹ bắt làm tù binh và được thả tự do năm 1947 |
| 2   |     | Wolf-Dietrich von Xylander | 1903-1945      | tháng 7 năm 1944 - tháng 9 năm 1944 | Thiếu tướng (1944) | Trung tướng (1944). Tử nạn trong một vụ rơi máy bay tháng 2 năm 1945               |